# 山田博愛

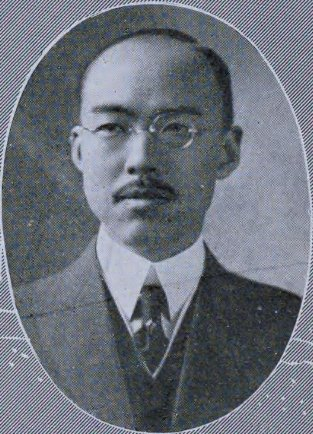
山田博愛

山田博愛（やまだ ひろよし（はくあい）、1880年 - 1958年）は、日本の内務官僚・都市計画家・土木技術者。旧都市計画法、関東大震災後の帝都復興計画を立案した。新潟県出身。

## 経歴
新潟県高田で長男として生まれる。高田中から第四高等学校 (旧制)を経て、1905年、東京帝国大学工科大学土木工学科を7月卒業。同年9月、東京市に入る。1906年12月に技師、1908年には土木局道路課長となる。
1908年7月からの埼玉県の、1915年3月からの滋賀県の土木課長を経て、1918年に内務省大臣官房局に都市計画課が創設されると、土木分野の主任技師に抜擢され、都市計画課長池田宏や建築主任技師の笠原敏郎らと協力して都市計画法と市街地建築物法の立案と制定に関し中心的役割を果たす。
1919年10月9日付けで内務省技師（勅任技師）都市計画課に、兼務で鉄道院技師・工務局勤務が発令される。1920年には都市計画中央委員会技師を兼務。その後都市計画地方委員会技師。
1920年には欧米に視察旅行。1922年には都市計画課が局に昇格すると、土木事業担当の第一技術課長に就任した。
震災後、直ちに雁災地を調査の上、第一技術課、第二技術課の職員とともに帝都復興計画の原案を作成した。元来几帳面な性格であったらしく、施設計画に際しての積算はかなり緻密なものであったという。帝都復興院が設立されると、山田は計画局第一技術課長となり、計画案作成に当たった。東京と横浜の復興にあたり、予算の違う数十に及ぶ計画案を立案。
1924年には帝都復興院は廃止されて、内務省復興局となるが山田は帝都復興区画整理にあたり、東京市は同市出張所長の職務を復興局に嘱託する方針とする。これにより1925年に東京市第一出張所長を兼務。国施行の事業のほか、11地区の都市区画整理事業と補助街路整備と小公園整備も統括することになる。同年9月には内務省復興局技術試験所長に異動。復興事業の現場責任者となるが、翌年退官した。
退官前の9月27日付退官後11月叙従四位。
その後は日本大学高等工学校（現・日本大学理工学部）で教鞭をとる。以前から同志とともに日本大学に技術専門学校を設立することに尽力していたが、1920年に講師となり、日本大学に工学部（旧）ができると、1931年に教授となり、都市計画を教えた。
また1922年に都市計画調査のため長野市に派遣されているが、1927年から長野市の都市計画顧問に就任。1928年には学識経験者として都市計画長野地方委員会委員に加わる。以降長野市の都市計画立案に関わることとなる。
1928年、都市研究会（現・都市計画協会）理事。
1939年、満州国交通部嘱託となり、大連港湾建設局弁事。またハルビンの都市計画にも関与する
日本大学での講義には事前準備を怠らず、毎回独自のガリ版刷り資料を用意して講義に当たったという。
戦後、1946年11月に神奈川県土木事務嘱託。1948年から1956年にかけて、都市計画地方審議会委員（群馬、神奈川、茨城、長野）をつとめる。1956年に財団法人都市計画協会理事。
1958年に自転車交通事故により他界する。
都市計画協会内に生前所蔵していた資料を収集した山田博愛文庫がある。

## 栄典
- 1930年（昭和5年）12月5日 - 帝都復興記念章[8]